# Susan Oguya
Susan Eve Oguya Kutalek, thường được gọi là Susan Oguya, là một nữ doanh nhân và nhà thiết kế người Kenya. Cô là người đồng sáng lập và cựu giám đốc điều hành của MFarm Kenya Limited, một tổ chức dựa trên internet giúp nông dân tìm ra các trang trại, hạt giống tốt nhất và truy cập vào các báo cáo thời tiết và thông tin thị trường. Kể từ tháng 8 năm 2015, cô làm việc như một nhà thiết kế cao cấp tại Cố vấn Phát triển Toàn cầu của Dalberg, có trụ sở tại thành phố New York.

## Bối cảnh và giáo dục
Cô sinh ra ở phía tây Kenya vào năm 1987. Cô đã theo học các lớp chuẩn bị vào đại học tại trường học ở Kenya. Cô được tiếp xúc với máy tính khi một trong những người chú của cô, những người đang học tập tại thủ đô Nairobi, trở về nhà với máy tính để bàn của mình trong các kỳ nghỉ. Sau đó, chú của cô đã mua cho cô một chiếc máy tính để bàn của riêng mình. Năm 2010, cô hoàn thành khóa học đại học bốn năm, tốt nghiệp Đại học Strathmore, với bằng Cử nhân Khoa học, chuyên ngành Công nghệ thông tin doanh nghiệp.
Năm 2013, cô được nhận vào Đại học Cattolica del Sacro Cuore (Đại học Công giáo Thánh Tâm), tại Milan, Ý. Sau một năm, cô tốt nghiệp Thạc sĩ quản trị kinh doanh. Từ đó, cô gia nhập Học viện Domus, cũng tại Milan, nơi cô học thiết kế, tốt nghiệp năm 2015 với bằng Thạc sĩ về Thiết kế, chuyên ngành về Tương tác Máy tính của Con người.

## Sự nghiệp
Trong năm cuối cùng của khóa học đại học, cô đã làm việc như một đối tác sinh viên của Microsoft. Trong cùng một khung thời gian, cô đồng thời làm việc trong Chương trình Doanh nghiệp Sinh viên, nơi cô làm việc với các bên liên quan để sản xuất tài liệu giáo dục, tiếp thị và quảng cáo, với tư cách là Quản lý Truyền thông và Công khai. Safaricom, sau đó là trợ lý nghiên cứu tại iHub Nairobi, một doanh nghiệp phát triển phần mềm, trước khi định cư tại Akirachix, nơi cô làm việc trong một năm rưỡi với vai trò là huấn luyện viên đào tạo. Ở đó, cô đào tạo các thiếu nữ từ 18 đến 25 tuổi trong các kỹ năng sống và năng lực máy tính cơ bản và trung cấp, bao gồm lập trình. Tổng cộng có 30 phụ nữ được đào tạo từ tháng 4 năm 2010 đến tháng 10 năm 2011.